# Planspitze
Planspitze – szczyt w Alpach Ennstalskich, części Północnych Alp Wapiennych. Leży w Austrii, w kraju związkowym Styria. Szczyt można zdobyć ze schroniska Haindlkarhütte.